# 개별 처방식 수업

## 정의
- 개별처방식 수업(individually prescribed instruction)은 
미국 피츠버그 대학 학습연구개발 센터(LRDC)의 글레이저(R. Glaser) 등이 
1962∼1964년에 걸쳐 개발한 교수-학습방법이다.
학급 내의 개별 학생들의 개인차에 맞는 적절한 학습 프로그램을 제시함으로써 
학습을 개별화하여 학습의 효과를 올려 보려는 수업체제이다.

## 특징
① 학생 개인마다 주어진 수업목표를 달성하는 데 소요되는 시간이 다르다.
② 주어진 자료를 완전히 학습하기 전에는 새로운 자료를 학습할 수 없다.
③ 각 개인의 학습 진전상황을 알기 위하여 수시로 평가한다.
④ 학년제는 폐지되며 한 학급은 60~70명의 학생으로 구성되고, 교사는 2~3명에 조수가 2~4명이 따른다.

## 정치검사(placement test)
개별학생들의 기본능력을 검사하여 각자의 수준에 적합한 학습목표를 설정하고 그에 맞는 교재를 제공한다.

## 교육과정 정착검사(curriculum embeded test)
정치검사에 의해서 주어졌던 학습목표에 어느 정도 도달하였는지 알아보기 위하여 검사를 한다. 이 때 학습목표에 도달하지 못 했다면 원인을 파악하고 보충하여 학습과제를 부여한다.

## 사후검사(post test)
성취도 수준을 알아보기 위해 검사를 실시하며 85%의 성취수준을 나타내면 다음 학습 프로그램을 시작할 수 있다.

## 참고 문헌
1. 개별처방식 수업(IPI)[1]

1. 개별처방식 수업의 특징[2]